# Ludwig Kruse
Ludwig Kruse (* 30. Juli 1891 in Hamburg; † 10. November 1945 in Buenos Aires) war ein deutscher Schriftsteller und Lehrer.

## Leben
Ludwig Kruse arbeitete 1923 für ein halbes Jahr als Lehrer an der Volks- und Arbeiterhochschule in Oberhollabrunn, die seine Lebensgefährtin Malvine Fortomárovic (1888–?) eingerichtet hatte. Kurze Zeit nach der finanziell geschuldeten Aufgabe der Schule wanderten Kruse und Fortomárovic nach Brasilien aus. Dort gründeten sie gemeinsam mit dem Brasilianer Luiz Doerr die Firma Forto, Kruse & Cía, die als Untervertretung der Firmen Dr. August Oetker, Dr. August Wolff und Arnold Holste Wwe. im brasilianischen Bundesstaat Rio Grande do Sul fungierte. 1928 kehrte Fortomárovic nach Deutschland zurück und führte in den 1930er-Jahren einen längeren Rechtsstreit gegen die Firma Oetker, den sie letztlich verlor. In der Folge wurde sie als „lästige Ausländerin des Reichsgebiets verwiesen“ und wanderte daraufhin nach Buenos Aires aus, wo sich Kruse bereits niedergelassen hatte und als Lehrer an der ortsansässigen Humboldt-Schule arbeitete. Im Rahmen seiner Tätigkeit als Lehrer weigerte sich Kruse 1936, einen Amtseid auf Adolf Hitler abzulegen. Neben seiner beruflichen Lehrtätigkeit widmete sich Kruse auch in den folgenden Jahren weiterhin seinem Schreiben. In der Nacht vom 9. auf den 10. November 1945 starb Kruse in Buenos Aires, woraufhin ein Nachruf auf Kruse in der Beilage „Hüben und Drüben“ der Novemberausgabe des Argentinischen Wochenblatts erschien.

## Werke
- Andante cantabile. Lieder. São Leopoldo: Verlag Rotermund & Co. 1925
- Wechselndes Gewölk. Verse aus Brasilien. Berlin: Verlag Der Aufbruch 1928
- Irdischer Wanderer. Buenos Aires: Verlag Hans Fändrich 1929
- Lieder einer Wanderung. Buenos Aires: La Calandria 1944
- Und Sterne gehen unter – und Sterne gehen auf. Bilderbogen eines bunten Lebens. Buenos Aires: Fortomare 1945

Einzelgedichte
- „Hindenburg“ (1926)
- „Brasilien“ (1926)
- „Beim Anblick des südlichen Kreuzes“ (1926)
- „Heimat“ (1938)
- „Durch die stillen Straßen“ (1938/1939)

Herausgabe
- Deutsche Nachtigall. Deutsche Gedichte ausgewählt von Ludwig Kruse. Buenos Aires: Die Umwelt 1933